# Maple Creek (circonscription saskatchewanaise)
Pour les articles homonymes, voir Maple Creek.
Circonscription électorale provinciale du Canada
Maple Creek est une ancienne circonscription électorale provinciale de la Saskatchewan au Canada. Elle est représentée à l'Assemblée législative de la Saskatchewan de 1905 à 1995.
Maple Creek fait partie des 25 circonscriptions initiales suivant la création de la Saskatchewan en 1905.
Une circonscription fédérale a existé sur le même territoire de 1914 à 1953.

## Géographie
La circonscription était concentrée autour de la ville de Maple Creek.

## Liste des députés
| Parlement                                                      | Années      | Député                        | Député                        | Parti                     |
| Maple Creek                                                    | Maple Creek | Maple Creek                   | Maple Creek                   | Maple Creek               |
| -------------------------------------------------------------- | ----------- | ----------------------------- | ----------------------------- | ------------------------- |
| 1re                                                            | 1905–1908   |                               | David James Wylie (en)        | Provincial Rights (en)    |
| 2e                                                             | 1908-1912   |                               | David James Wylie (en)        | Provincial Rights (en)    |
| 3e                                                             | 1912–1917   | Conservateur                  | David James Wylie (en)        |                           |
| 4e                                                             | 1917–1921   |                               | Alexander John Colquhoun (en) | Libéral                   |
| 5e                                                             | 1921–1925   | Peter Lawrence Hyde (en)      |                               | Libéral                   |
| 6e                                                             | 1925–1927   | Peter Lawrence Hyde (en)      |                               | Libéral                   |
| 6e                                                             | 1928-1929   | George Spence (en)            |                               | Libéral                   |
| 7e                                                             | 1929–1934   | George Spence (en)            |                               | Libéral                   |
| 8e                                                             | 1934–1938   | John Joseph Mildenberger (en) |                               | Libéral                   |
| 9e                                                             | 1938–1944   | John Joseph Mildenberger (en) |                               | Libéral                   |
| 10e                                                            | 1944–1948   |                               | Beatrice Trew                 | CCF                       |
| 11e                                                            | 1948–1952   |                               | Alexander C. Cameron (en)     | Libéral                   |
| 12e                                                            | 1952–1956   |                               | Alexander C. Cameron (en)     | Libéral                   |
| 13e                                                            | 1956–1960   |                               | Alexander C. Cameron (en)     | Libéral                   |
| 14e                                                            | 1960–1964   |                               | Alexander C. Cameron (en)     | Libéral                   |
| 15e                                                            | 1964–1967   |                               | Alexander C. Cameron (en)     | Libéral                   |
| 16e                                                            | 1967–1971   |                               | Alexander C. Cameron (en)     | Libéral                   |
| 17e                                                            | 1971–1975   |                               | Gene Flasch                   | Néo-démocrate             |
| 18e                                                            | 1975–1978   |                               | William Harry Stodalka (en)   | Libéral                   |
| 19e                                                            | 1978–1982   |                               | Joan Duncan                   | Progressiste-conservateur |
| 20e                                                            | 1982–1986   |                               | Joan Duncan                   | Progressiste-conservateur |
| 21e                                                            | 1986–1991   |                               | Joan Duncan                   | Progressiste-conservateur |
| 22e                                                            | 1991–1995   | Jack Goohsen                  |                               | Progressiste-conservateur |
| Circonscription fusionnée à Shaunavon pour créer Cypress Hills |             |                               |                               |                           |